# Paraeuchaeta brevirostris
Paraeuchaeta brevirostris är en kräftdjursart som beskrevs av Brodsky 1950. Paraeuchaeta brevirostris ingår i släktet Paraeuchaeta och familjen Euchaetidae. Inga underarter finns listade i Catalogue of Life.